# Jürgen Tschan
Jürgen Tschan (Mannheim, 17 de febrero de 1947) fue un ciclista alemán que fue profesional entre 1969 y 1978. Durante estos años consiguió 3 victories en ruta y 6 en pista, siendo las más destacadas la París-Tours de 1970 y el Campeonato de ciclismo en ruta de Alemania de 1971.

## Palmarés en ruta
- 1969

1º en la Rund um Köln
- 1970

1º en la París-Tours
- 1971

Campeón de Alemania de ciclismo en ruta

## Palmarés en pista
- 1970

1º en los Seis días de Berlín (con Klaus Bugdahl)
1º en los Seis días de Frankfurt (con Sigi Renz)
- 1972

1º en los Seis días de Frankfurt (con Leo Duyndam)
- 1974

1º en los Seis días de Münster (con Wolfgang Schulze)
- 1977

1º en los Seis días de Dortmund (con Dietrich Thurau)
1º en los Seis días de Frankfurt (con Dietrich Thurau)

## Resultados en el Tour de Francia
- 1972 : 45.º de la clasificación general
- 1973 : 37.º de la clasificación general